# Pelé
Edson Arantes do Nascimento (født 23. oktober 1940 i Três Corações, død 29. december 2022 i São Paulo), bedre kendt under sit kaldenavn Pelé, var en brasiliansk professionel fodboldspiller, der spillede som angriber. Anset for at være en af de største spillere gennem tiderne og stemplet som "den største" af FIFA var han blandt de mest succesrige og populære sportsfigurer i det 20. århundrede. I 1999 blev han kåret som århundredets atlet af Den Internationale Olympiske Komité og blev optaget af Time Magazine på listen over de 100 vigtigste personer i det 20. århundrede. I 2000 blev Pelé kåret til århundredets verdensspiller af IFFHS og var en af de to fælles vindere af FIFA-århundredets spiller. Hans 1279 mål i 1363 kampe, inklusive venskabskampe, er anerkendt som Guinness verdensrekord.
Pelé begyndte at spille for Santos som 15-årig og Brasiliens landshold som 16-årig. I løbet af sin internationale karriere vandt han tre VM: 1958, 1962 og 1970, som den eneste fodboldspiller, der har vundet VM tre gange. Han fik tilnavnet O Rei (Kongen) efter turneringen i 1958. 
Pelé var med 77 mål i 92 kampe den mest scorende spiller på det brasilianske landshold indtil september 2023, hvor rekorden blev slået af Neymar. På klubniveau var han Santos' topscorer gennem tiderne med 643 mål i 659 kampe. I en gylden æra for Santos førte han klubben til Copa Libertadores og Intercontinental Cup i 1962 og 1963. Pelés "elektrificerende spil og hang til spektakulære mål" blev krediteret for at forbinde udtrykket "Det smukke spil" med fodbold, og gjorde ham til en stjerne rundt om i verden, og hans hold turnerede internationalt for at drage fuld fordel af hans popularitet. I sine spilledage var Pelé i en periode den bedst betalte atlet i verden. Efter sin pensionering i 1977 var Pelé en verdensomspændende ambassadør for fodbold og lavede mange skuespil- og kommercielle satsninger. I 1997 blev han udnævnt til sportsminister i sit hjemland, men beholdt kun posten et år. I 2010 blev han udnævnt til ærespræsident for fodboldklubben New York Cosmos.
Med et gennemsnit af næsten et mål pr. kamp gennem hele sin karriere var Pelé dygtig til at slå bolden med begge fødder ud over at forudse sine modstanderes bevægelser på banen. Mens han overvejende var en angriber, kunne han også falde dybt og påtage sig en playmaker-rolle, give assists med sit udsyn og afleveringsevner, og han ville også bruge sine dribleevner til at gå forbi modstandere. I Brasilien blev han hyldet som en nationalhelt for sine præstationer i fodbold og for sin åbenhjertige støtte til politikker, der forbedrer de fattiges sociale forhold. Igennem sin karriere og i sin pensionering modtog Pelé adskillige individuelle og holdpriser for sin præstation i feltet, sine rekordstore præstationer og sin arv inden for sporten.
Pelé døde den 29. december 2022, 82 år gammel, af tyktarmskræft.